# Tống Ngọc Minh
Tống Ngọc Minh (1942 - 2013) là Thiếu tướng Công an nhân dân Việt Nam, nguyên Tổng cục phó Tổng cục An ninh 1, Công an nhân dân Việt Nam.

## Xuất thân
Ông sinh ra và lớn lên trong một gia đình nông dân nghèo ở xã Gia Lập, huyện Gia Viễn, tỉnh Ninh Bình.

## Giáo dục
Ông học hết lớp 10 phổ thông tại quê nhà năm sau đó tham gia lực lượng Công an nhân dân. Đến tháng 4 năm 1961 được cử đi học Đại học sư phạm ngoại ngữ.

## Sự nghiệp
Tham gia lực lượng Công an nhân dân từ năm 1961 tại Cục kỹ thuật nghiệp vụ I, tổng cục phản gián, bộ Công an. Trong đội trinh sát kỹ thuật X40 phục vụ tại Vĩnh Linh, tỉnh Quảng Trị và tại tỉnh Tây Ninh
Từ 1975 ông công tác tại Hà Nội, đến năm 1992 giữ chức vụ Phó tổng cục trưởng Tổng cụ An Ninh
Năm 2002 ông được thăng hàm thiếu tướng.

## Khen thưởng
- Huân chương Quân công hạng Ba
- Huân chương Kháng chiến chống Mỹ hạng Nhì
- Hai huân chương Chiến công hạng Nhất
- Huân chương Chiến công hạng Ba
- Huân chương Quyết thắng hạng Ba
- Huân chương Hữu nghị Nhà nước Lào
- Huân chương Hữu nghị Nhà nước Xô viết[2]